# اقتصاد مفاهيمي

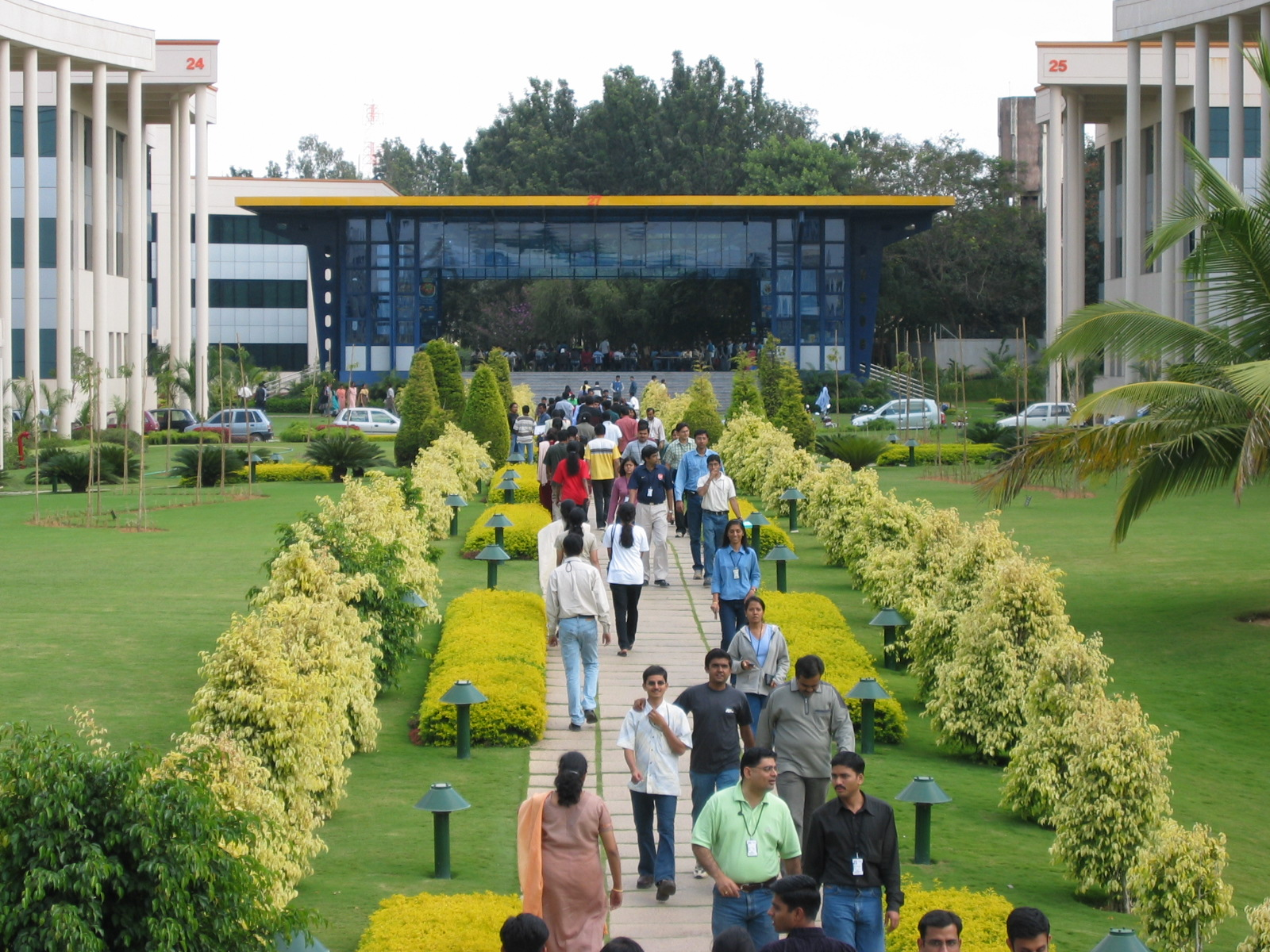

الاقتصاد المفاهيمي هو مصطلح يصف إسهام مهارات الإبداع والابتكار والتصميم في القدرة التنافسية الاقتصادية خاصةً في السياق العالمي.

## تاريخ وخلفية
أقر آلان جرينسبان، الرئيس السابق لمجلس الاحتياطي الفيدرالي، بدور المخرجات المفاهيمية منذ سنة 1997 في خطابه بجامعة كونيتيكت عندما قال: «لقد جلب معه زيادة في الطلب على الأيدي العاملة المزودة ليس فقط بالمهارات الفنية، ولكن بالقدرة على الابتكار والتحليل وتحويل المعلومات والتفاعل بصورة ناجعة مع الآخرين.» وبحلول سنة 2004 استحدث وجهات نظره بشأن الموضوع، مشيرًا إلى حدوث تخفيضات في التصنيع في الولايات المتحدة، والتعهيد إلى الهند والصين، ووجود فائض في العرض والسوق التجارية العالمية جميعها تؤدي للزيادة في مخرجات إضافة الطابع المفاهيمي على الاقتصاد.
في كتابه «عقل كامل جديد»، يوضح دانيال إتش بينك كيف يتحول الاقتصاد في الوقت الحالي من عصر المعلومات إلى العصر المفاهيمي. يصف كيف تساهم الوفرة (فائض العرض)، وآسيا (التعهيد)، والتشغيل الآلي في تلبية احتياجات الأعمال التجارية بالتركيز على الموارد الإبداعية والإدراكية مثل التصميم ورواية القصص والعمل كفريق والتقمص الوجداني واللعب ومعنى الوجود. قيَّم نهجه على وظائف دماغية موضحًا كيف أن القدرات المعتمدة على نصف الكرة المخية الأيسر (المنطق، المعرفة) بحاجة الآن أن تُستكمل بواسطة تلك المرتبطة بعمليات الدماغ اليمنى (الحدس والتفكير الإبداعي).
من ضمن المساهمين الآخرين في فهمنا للاقتصاد المفاهيمي هو توماس فريدمان الذي يصف الفرص التي تتيحها العولمة في كتابه «العالم مسطح». يشدد على أهمية الإنترنت والحواسيب الشخصية في الاتصالات والبرمجيات المتبادلة حول العالم. يوضح هذا كيف تتمكن الشركات الأمريكية من تعهيد معظم أعمالها إلى الهند والصين دون تعطيل العملاء.
توم كيلي هو الآخر طرف فاعل رئيسي في المجال، بصفته مديرًا عامًا لشركة آي دي يو الرائدة، ومؤلفًا لكتابين سبق أن حظيا بثناء واسع النطاق: «فن الابداع والابتكار» الذي يسلط الضوء على أهمية العصف الذهني والعمل كفريق من أجل إنشاء منتج، وكتاب «الأوجه العشرة للابتكار» الذي يوضح دور الأصول مثل التعاطف ورواية القصص والتجارب الفردية وبيئات العمل المحفزة في تشجيع الأفكار الإبداعية.
الخطوات الرئيسية وراء الاقتصاد المفاهيمي تقع ضمن الفئات الآتية:

## تطور الوضع الاقتصادي
إلى عهدٍ قريب، استند فهمنا للاقتصاد إلى الفرضية القائلة بأن السبيل للمستقبل سيعتمد على قيم وكفاءات تقليدية كتلك المتمثلة في المحاسبين أو المحامين أو المهندسين أو الرياضياتيين أو مبرمجي الحاسوب. بالفرص الجديدة الناشئة عن العولمة والإنترنت، تتقهقر الأشكال التقليدية للنجاح وتحل مكانها السيناريوهات المستندة على الأفكار الابتكارية. يوجد هنا حاجة متزايدة للفنانين والمصممين والمؤلفين المبدعين للمشاركة ليس فقط في تصميم المنتجات بل أيضًا في إدارة الأعمال والتخطيط الاستراتيجي.
تتعلق المجالات التي تستحق عناية خاصة بثلاث ركائز أساسية للتنمية:

### وفرة العرض
على مدار 15 أو 20 سنة، شهدت الاقتصاديات الغربية (أوروبا، أمريكا الشمالية) وضعًا تُمَد فيه بالسلع الأساسية بشكل آمن كليةً، ووفرة في المنتجات الزراعية على مدار السنة، ما أدى إلى أن نسبة كبيرة من الأهالي أخذوا يبحثون عما يفوق مجرد اللوازم الأساسية. تسعى العائلات اليوم للحصول على السلع التي تمتد أبعد من نطاق المعيار الأساسي مثل الأغذية العضوية أو أجهزة التلفزيون الرقمية المتطورة و الهواتف المحمولة وسيارات الدفع الرباعي والأخرى المزودة بمثبت السرعة أو نظم الملاحة المتكاملة.

### التعهيد
نظرًا لانخفاض تكاليف اليد العاملة في البلدان النامية مثل الصين والهند والفلبين، تعهد الشركات الأمريكية والأوروبية أو تستثمر نسبة متزايدة باطراد من إنتاجها أو صناعتها إلى دول أجنبية. ونتيجة لذلك، تتحول فرص العمل في الغرب تدريجيًا من المهام الروتينية مثل المحاسبة وخدمات الدعم المقدمة عن طريق الهاتف والبرمجة وتصنيع المكونات الإلكترونية. ما تزال كفاءة التعهيد هو الآخر تزداد تحسنًا نظرًا لأن شبكة الإنترنت تواصل تقديم روابط اتصالات عالمية أسرع في الوتيرة وبازدياد في الموثوقية.

### التشغيل الآلي
في الصناعة أيضًا، التطور في منشآت صنع الروبوتيات ومرافق التصنيع بمساعدة الحاسوب يعني أن فرص العمل الروتينية في صناعات مثل صناعة المركبات ومعالجة الأغذية في تناقص هي الأخرى. مطلوب حاليًا مستويات تأهيل أعلى منها في أي وقتٍ مضى للمساهمة في العمليات المحوسبة بشكل كبير.

## مجالات جديدة من الفرص
كجزء ما نتيجة جميع العوامل السابقة، بدأ عدد كبير من المرافق والفرص جديدة بالظهور. تشمل هذه:
- تطوير جاذبية المرافق الإلكترونية عبر الإنترنت في مجالي المبيعات والخدمات،
- نظم النقل الذكية لتنسيق أفضل بين عناصر الإمداد وتوزيع المنتجات،
- تقنيات إرشاد السفر التفاعلي مع العملاء لسفر خارجي أكثر كفاءة وأقل تكلفة في كثير من الأحيان،
- المنتجات ذات القيمة المضافة كثيرًا ما تجمع عدد من الخدمات في وحدة صغير واحدة،
- البرامج التعليمية المحوسبة لتعزيز التدريب أثناء العمل،
- أدوات التصميم المتطورة بمساعدة الحاسوب من أجل مزيد من كفاءة الإنتاج.

كل ميدان في قطاع الصناعة تقريبًا يمكنه تحقيق استفادة من التطورات من هذا النوع بغية تحسين المنتجات ذاتها وإتاحة فرص تسويقية وخدمات ما بعد البيع أفض على حد سواء. نتيجة لذلك، تعتبر هذه العوامل كبار المساهمات في زيادة الإنتاجية والنمو الاقتصادي.

## معايير النجاح الاقتصادي
يمكن تصنيف الدوافع المحركة وراء الاقتصاد المفاهيمي إلى المجالات التالية:

### الدراسة
تحتاج المؤسسات التعليمية إلى زيادة التركيز على الإبداع والفن بدلًا من المؤهلات التقليدية في مجالي الهندسة والإدارة. خاصةً يلزم تكريس مزيد من الاهتمام لمحو الأمية الأساسية والتفكير التحليلي والنقدي والمهارات  التخليقية والكمية.

### الإبداع والبراعة الفنية
حتى الآن، أثرت تقنية المعلومات تأثيرًا كبيرًا على الاقتصاد بشكل متزايد، سيعتمد النجاح على كيفية استخدام المعرفة والمعلومات التي ظهرت. هنا ستزداد أهمية الحدس والإبداع واللعب المبني على نهج أكثر من أي وقتٍ مضى.

### التنوع الثقافي والتقني
سيعتمد الرخاء والقدرة على المنافسة في القرن الواحد والعشرين على فهم لشتى الثقافات الوطنية وكيفية الاستفادة من أفكارها من أجل مساعدة عملية الابتكار.هنا أيضًا، ستكون هناك حاجة إلى عمل جماعي وإبداع وتفكير يؤدي لحلول على نطاق أوسع، وأن تكون كلها في إطار الاقتصاد العالمي.